# Хуккаярви (озеро, Костомукшский городской округ)
Хуккаярви — пресноводное озеро на территории Костомукшского городского округа Республики Карелии.

## Общие сведения
Площадь озера — 1,1 км². Располагается на высоте 195,1 метров над уровнем моря.
Форма озера продолговатая: оно вытянуто с запада на восток. Берега изрезанные, каменисто-песчаные, преимущественно возвышенные, с севера — заболоченные.
Через озеро протекает река Люттяйоки, впадающая в озеро Каменное, из которого берёт начало река Каменная. Последняя впадает в озеро Нюк, из которого берёт начало река Растас, впадающая в реку Чирко-Кемь.
Код объекта в государственном водном реестре — 02020000911102000005483.